# بيتر دير
بيتر دير هو منافس ألعاب قوى كندي، ولد في 1881، وتوفي في 30 يوليو 1956.

## وصلات خارجية
- بيتر دير على موقع اللجنة الأولمبية الدولية (الإنجليزية)
- بيتر دير على موقع أوليمبيديا (الإنجليزية)